# 瑞馬諦
瑞馬諦(1977年12月12日-)，本名馬克．烏格勒(Marc Würgler)，瑞士籍音樂製作人。出道時以「Player & Remady」或 「Remady P&R」為名，後簡化為 「Remady」, 並用此名推出其首張在商業上成功的大碟《No Superstar》。大碟中包括《Give me a Sign》、《Save Your Heart》、《No Superstar》及《Do It on my Own》等歌曲。